# Inez Clare Verdoorn
Inez Clare Verdoorn (15 giugno 1896 – 2 aprile 1989) è stata una botanica sudafricana.

## Biografia
Inez Clare Verdoorn è nota per i suoi studi in botanica e tassonomia, comprese le principali revisioni di generi e famiglie di piante.
Si iscrisse nel 1916 al convento di Loreto a Pretoria e nel 1917 ebbe l'incarico di assistente nella "Divisione di Botanica e Patologia Vegetale". Dal 1925 al 1927 lavorò al Royal Botanic Gardens, Kew per il National Herbarium di Pretoria . Al suo ritorno a Pretoria fu promossa a Senior Professional Officer nel 1944. Studiò il genere dei Cycas.
L'abbreviazione "I.Verd." è usata per indicare Inez Clare Verdoorn come autorità nella descrizione e nella classificazione scientifica delle piante.

## Vita privata
Fu nipote di Eugene Nielen Marais, avvocato, naturalista, poeta e scrittore.